# Selección femenina de voleibol de Rusia
La selección femenina de voleibol de Rusia es el equipo representativo del país en las competiciones oficiales de voleibol. Su organización está a cargo de la Russian Volleyball Federation. Participa en los torneos organizados por la Confederación Europea de Voleibol, así como en los de la Federación Internacional de Voleibol. La mayor victoria del equipo europeo ha sido ser bicampeón en el Campeonato Mundial de Voleibol Femenino de 2006 y 2010.

## Palmarés
| Competition        |    |    |    | Total |
| ------------------ | -- | -- | -- | ----- |
| Juegos Olímpicos   | 4  | 2  | 0  | 6     |
| Campeonato Mundial | 7  | 2  | 4  | 13    |
| Campeonato Europeo | 18 | 4  | 3  | 25    |
| Grand Prix         | 3  | 5  | 4  | 12    |
| Copa del Mundo     | 1  | 2  | 3  | 6     |
| Total              | 33 | 15 | 14 | 62    |

## Resultados

### Juegos Olímpicos
Campeón       Subcampeón       Tercer puesto       Cuarto Puesto
| Juegos Olímpicos récords | Juegos Olímpicos récords | Juegos Olímpicos récords | Juegos Olímpicos récords | Juegos Olímpicos récords | Juegos Olímpicos récords | Juegos Olímpicos récords | Juegos Olímpicos récords | Juegos Olímpicos récords |
| Años                     | Ronda                    | Posición                 | Pld                      | W                        | L                        | SW                       | SL                       | Equipo                   |
| ------------------------ | ------------------------ | ------------------------ | ------------------------ | ------------------------ | ------------------------ | ------------------------ | ------------------------ | ------------------------ |
| 1964                     | Ronda Final              | Subcampeón               |                          |                          |                          |                          |                          | Equipo                   |
| 1968                     | Ronda Final              | Campeón                  |                          |                          |                          |                          |                          | Equipo                   |
| 1972                     | Ronda Final              | Campeón                  |                          |                          |                          |                          |                          | Equipo                   |
| 1976                     | Ronda Final              | Subcampeón               |                          |                          |                          |                          |                          | Equipo                   |
| 1980                     | Ronda Final              | Campeón                  |                          |                          |                          |                          |                          | Equipo                   |
| 1984                     | No Clasificado           | No Clasificado           | No Clasificado           | No Clasificado           | No Clasificado           | No Clasificado           | No Clasificado           | No Clasificado           |
| 1988                     | Ronda Final              | Campeón                  |                          |                          |                          |                          |                          | Equipo                   |
| 1992                     | Ronda Final              | Subcampeón               |                          |                          |                          |                          |                          | Equipo                   |
| 1996                     |                          | 4° Puesto                |                          |                          |                          |                          |                          | Equipo                   |
| 2000                     | Ronda Final              | Subcampeón               |                          |                          |                          |                          |                          | Equipo                   |
| 2004                     | Ronda Final              | Subcampeón               |                          |                          |                          |                          |                          | Equipo                   |
| 2008                     |                          | 5° Puesto                |                          |                          |                          |                          |                          |                          |
| 2012                     |                          | 5° Puesto                |                          |                          |                          |                          |                          |                          |
| 2016                     |                          | 5° Puesto                |                          |                          |                          |                          |                          |                          |
| 2020                     |                          | 7° Puesto                |                          |                          |                          |                          |                          |                          |

### Campeonato Mundial
Campeón       Subcampeón       Tercer puesto       Cuarto Puesto
| Campeonato Mundial récords | Campeonato Mundial récords | Campeonato Mundial récords | Campeonato Mundial récords | Campeonato Mundial récords | Campeonato Mundial récords | Campeonato Mundial récords | Campeonato Mundial récords | Campeonato Mundial récords |
| Años                       | Ronda                      | Posición                   | Pld                        | W                          | L                          | SW                         | SL                         | Equipo                     |
| -------------------------- | -------------------------- | -------------------------- | -------------------------- | -------------------------- | -------------------------- | -------------------------- | -------------------------- | -------------------------- |
| 1952                       | Ronda Final                | Campeón                    |                            |                            |                            |                            |                            | Equipo                     |
| 1956                       | Ronda Final                | Campeón                    |                            |                            |                            |                            |                            | Equipo                     |
| 1960                       | Ronda Final                | Campeón                    |                            |                            |                            |                            |                            | Equipo                     |
| 1962                       | Ronda Final                | Subcampeón                 |                            |                            |                            |                            |                            | Equipo                     |
| 1967                       | Sin Participación          | Sin Participación          | Sin Participación          | Sin Participación          | Sin Participación          | Sin Participación          | Sin Participación          | Sin Participación          |
| 1970                       | Ronda Final                | Campeón                    |                            |                            |                            |                            |                            | Equipo                     |
| 1974                       | Ronda Final                | Subcampeón                 |                            |                            |                            |                            |                            | Equipo                     |
| 1978                       | Semifinales                | 3° Puesto                  |                            |                            |                            |                            |                            | Equipo                     |
| 1982                       |                            | 6° Puesto                  |                            |                            |                            |                            |                            | Equipo                     |
| 1986                       |                            | 6° Puesto                  |                            |                            |                            |                            |                            | Equipo                     |
| 1990                       | Ronda Final                | Campeón                    |                            |                            |                            |                            |                            | Equipo                     |
| 1994                       | Semifinales                | 3° Puesto                  |                            |                            |                            |                            |                            | Equipo                     |
| 1998                       | Semifinales                | 3° Puesto                  |                            |                            |                            |                            |                            | Equipo                     |
| 2002                       | Semifinales                | 3° Puesto                  |                            |                            |                            |                            |                            | Equipo                     |
| 2006                       | Ronda Final                | Campeón                    |                            |                            |                            |                            |                            |                            |
| 2010                       | Ronda Final                | Campeón                    |                            |                            |                            |                            |                            |                            |
| 2014                       |                            | 5° Puesto                  |                            |                            |                            |                            |                            |                            |
| 2018                       |                            | 8° Puesto                  |                            |                            |                            |                            |                            |                            |

### Copa Mundial
Campeón       Subcampeón       Tercer puesto       Cuarto Puesto
| Copa Mundial récords | Copa Mundial récords | Copa Mundial récords | Copa Mundial récords | Copa Mundial récords | Copa Mundial récords | Copa Mundial récords | Copa Mundial récords | Copa Mundial récords |
| Años                 | Ronda                | Posición             | Pld                  | W                    | L                    | SW                   | SL                   | Equipo               |
| -------------------- | -------------------- | -------------------- | -------------------- | -------------------- | -------------------- | -------------------- | -------------------- | -------------------- |
| 1973                 | Ronda Final          | 1° Puesto            |                      |                      |                      |                      |                      | Equipo               |
| 1977                 | Ronda Final          | 8° Puesto            |                      |                      |                      |                      |                      | Equipo               |
| 1981                 | Ronda Final          | 3° Puesto            |                      |                      |                      |                      |                      | Equipo               |
| 1985                 | Ronda Final          | 3° Puesto            |                      |                      |                      |                      |                      | Equipo               |
| 1989                 | Ronda Final          | 2° Puesto            |                      |                      |                      |                      |                      | Equipo               |
| 1991                 | Ronda Final          | 3° Puesto            |                      |                      |                      |                      |                      | Equipo               |
| 1995                 | No Clasificado       | No Clasificado       | No Clasificado       | No Clasificado       | No Clasificado       | No Clasificado       | No Clasificado       | No Clasificado       |
| 1999                 | Ronda Final          | 2° Puesto            |                      |                      |                      |                      |                      |                      |
| 2003                 | No Clasificado       | No Clasificado       | No Clasificado       | No Clasificado       | No Clasificado       | No Clasificado       | No Clasificado       | No Clasificado       |
| 2007                 | No Clasificado       | No Clasificado       | No Clasificado       | No Clasificado       | No Clasificado       | No Clasificado       | No Clasificado       | No Clasificado       |
| 2011                 | No Clasificado       | No Clasificado       | No Clasificado       | No Clasificado       | No Clasificado       | No Clasificado       | No Clasificado       | No Clasificado       |
| 2015                 | Ronda Final          | 4° Puesto            |                      |                      |                      |                      |                      |                      |
| 2019                 | Ronda Final          | 3° Puesto            |                      |                      |                      |                      |                      |                      |

### Grand Prix
Campeón       Subcampeón       Tercer puesto       Cuarto Puesto
| Grand Prix | Grand Prix     | Grand Prix     | Grand Prix     | Grand Prix     | Grand Prix     | Grand Prix     | Grand Prix     | Grand Prix     |
| Años       | Ronda          | Posición       | Pld            | W              | L              | SW             | SL             | Equipo         |
| ---------- | -------------- | -------------- | -------------- | -------------- | -------------- | -------------- | -------------- | -------------- |
| 1993       | Semifinales    | 3° Puesto      |                |                |                |                |                | Equipo         |
| 1994       |                | 7° Puesto      |                |                |                |                |                | Equipo         |
| 1995       |                | 6° Puesto      |                |                |                |                |                | Equipo         |
| 1996       | Semifinales    | 3° Puesto      |                |                |                |                |                | Equipo         |
| 1997       | Ronda Final    | Campeón        |                |                |                |                |                | Equipo         |
| 1998       | Ronda Final    | Subcampeón     |                |                |                |                |                | Equipo         |
| 1999       | Ronda Final    | Campeón        |                |                |                |                |                | Equipo         |
| 2000       | Ronda Final    | Subcampeón     |                |                |                |                |                | Equipo         |
| 2001       | Semifinales    | 3° Puesto      |                |                |                |                |                | Equipo         |
| 2002       | Ronda Final    | Campeón        |                |                |                |                |                | Equipo         |
| 2003       | Ronda Final    | Subcampeón     |                |                |                |                |                | Equipo         |
| 2004       |                | 7° Puesto      |                |                |                |                |                | Equipo         |
| 2005       | No Clasificado | No Clasificado | No Clasificado | No Clasificado | No Clasificado | No Clasificado | No Clasificado | No Clasificado |
| 2006       | Ronda Final    | 2° Puesto      |                |                |                |                |                | Equipo         |
| 2007       | Semifinales    | 4° Puesto      |                |                |                |                |                | Equipo         |
| 2008       | No Clasificado | No Clasificado | No Clasificado | No Clasificado | No Clasificado | No Clasificado | No Clasificado | No Clasificado |
| 2009       | Ronda Final    | 2° Puesto      |                |                |                |                |                | Equipo         |
| 2010       | No Clasificado | No Clasificado | No Clasificado | No Clasificado | No Clasificado | No Clasificado | No Clasificado | No Clasificado |
| 2011       | Semifinales    | 4° Puesto      |                |                |                |                |                | Equipo         |
| 2012       | No Clasificado | No Clasificado | No Clasificado | No Clasificado | No Clasificado | No Clasificado | No Clasificado | No Clasificado |
| 2013       |                | 7° Puesto      |                |                |                |                |                | Equipo         |
| 2014       | Ronda Final    | 3° Puesto      |                |                |                |                |                | Equipo         |
| 2015       |                | Subcampeón     |                |                |                |                |                | Equipo         |
| 2016       | Semifinales    | 4° Puesto      |                |                |                |                |                | Equipo         |
| Total      | 3 Títulos      |                |                |                |                |                |                | —              |

### Campeonato Europeo
Campeón       Subcampeón       Tercer puesto       Cuarto Puesto
| Campeonato Europeo récords | Campeonato Europeo récords | Campeonato Europeo récords | Campeonato Europeo récords | Campeonato Europeo récords | Campeonato Europeo récords | Campeonato Europeo récords | Campeonato Europeo récords | Campeonato Europeo récords |
| Años                       | Ronda                      | Posición                   | Pld                        | W                          | L                          | SW                         | SL                         | Equipo                     |
| -------------------------- | -------------------------- | -------------------------- | -------------------------- | -------------------------- | -------------------------- | -------------------------- | -------------------------- | -------------------------- |
| 1949                       | Ronda Final                | 1° Puesto                  |                            |                            |                            |                            |                            | Equipo                     |
| 1950                       | Ronda Final                | 1° Puesto                  |                            |                            |                            |                            |                            | Equipo                     |
| 1951                       | Ronda Final                | 1° Puesto                  |                            |                            |                            |                            |                            | Equipo                     |
| 1955                       | Ronda Final                | 2° Puesto                  |                            |                            |                            |                            |                            | Equipo                     |
| 1958                       | Ronda Final                | 1° Puesto                  |                            |                            |                            |                            |                            | Equipo                     |
| 1963                       | Ronda Final                | 1° Puesto                  |                            |                            |                            |                            |                            | Equipo                     |
| 1967                       | Ronda Final                | 1° Puesto                  |                            |                            |                            |                            |                            | Equipo                     |
| 1971                       | Ronda Final                | 1° Puesto                  |                            |                            |                            |                            |                            | Equipo                     |
| 1975                       | Ronda Final                | 1° Puesto                  |                            |                            |                            |                            |                            | Equipo                     |
| 1977                       | Ronda Final                | 1° Puesto                  |                            |                            |                            |                            |                            | Equipo                     |
| 1979                       | Ronda Final                | 1° Puesto                  |                            |                            |                            |                            |                            | Equipo                     |
| 1981                       | Ronda Final                | Subcampeón                 |                            |                            |                            |                            |                            | Equipo                     |
| 1983                       | Ronda Final                | Subcampeón                 |                            |                            |                            |                            |                            | Equipo                     |
| 1985                       | Ronda Final                | 1° Puesto                  |                            |                            |                            |                            |                            | Equipo                     |
| 1987                       | Ronda Final                | Subcampeón                 |                            |                            |                            |                            |                            | Equipo                     |
| 1989                       | Ronda Final                | 1° Puesto                  |                            |                            |                            |                            |                            | Equipo                     |
| 1991                       | Ronda Final                | 1° Puesto                  |                            |                            |                            |                            |                            | Equipo                     |
| 1993                       | Ronda Final                | 1° Puesto                  |                            |                            |                            |                            |                            | Equipo                     |
| 1995                       | Semifinales                | 3° Puesto                  |                            |                            |                            |                            |                            | Equipo                     |
| 1997                       | Ronda Final                | 1° Puesto                  |                            |                            |                            |                            |                            | Equipo                     |
| 1999                       | Ronda Final                | 1° Puesto                  |                            |                            |                            |                            |                            | Equipo                     |
| 2001                       | Ronda Final                | Campeón                    |                            |                            |                            |                            |                            | Equipo                     |
| 2003                       |                            | 5° Puesto                  |                            |                            |                            |                            |                            | Equipo                     |
| 2005                       | Semifinales                | 3° Puesto                  |                            |                            |                            |                            |                            | Equipo                     |
| / 2007                     | Semifinales                | 3° Puesto                  |                            |                            |                            |                            |                            | Equipo                     |
| 2009                       |                            | 6° Puesto                  |                            |                            |                            |                            |                            | Equipo                     |
| / 2011                     |                            | 6° Puesto                  |                            |                            |                            |                            |                            | Equipo                     |
| / 2013                     | Ronda Final                | Campeón                    |                            |                            |                            |                            |                            | Equipo                     |
| / 2015                     |                            | Clasificado                |                            |                            |                            |                            |                            | Equipo                     |
| Total                      | 18 Títulos                 | 29/29                      |                            |                            |                            |                            |                            | —                          |

## Equipo actual
La siguiente es la lista de  Rusia en el Campeonato Mundial de Voleibol Femenino de 2014.
Director Técnico: Yuri Marichev
| N.º | Nombre                   | Cumpleaños           | Altura | Peso  | Ataque  | Bloque  | Posición | Club 2014               |
| --- | ------------------------ | -------------------- | ------ | ----- | ------- | ------- | -------- | ----------------------- |
| 1   | Yana Scherban            | 06/09/1989 (35 años) | 1.85 m | 71 kg | 2.98 cm | 2.94 cm | Punta    | Dinamo Moscú            |
| 4   | Irina Zaryazhko          | 04/10/1991 (33 años) | 1.96 m | 78 kg | 3.05 cm | 2.90 cm | Central  | Uralochka Yekaterinburg |
| 5   | Aleksandra Pasynkova     | 14/04/1987 (37 años) | 1.90 m | 75 kg | 3.13 cm | 3.05 cm | Punta    | Dinamo Krasnodar        |
| 7   | Svetlana Kryuchkova      | 21/02/1985 (40 años) | 1.74 m | 63 kg | 2.90 cm | 2.86 cm | Libero   | Dinamo Krasnodar        |
| 8   | Nataliya Goncharova      | 01/06/1989 (35 años) | 1.94 m | 75 kg | 3.15 cm | 3.06 cm | Opuesta  | Dinamo Moscú            |
| 10  | Ekaterina Kosianenko (C) | 02/02/1990 (35 años) | 1.78 m | 64 kg | 2.90 cm | 2.85 cm | Armadora | Dinamo Moscú            |
| 11  | Yekaterina Gamova        | 17/10/1980 (44 años) | 2.02 m | 80 kg | 3.21 cm | 3.10 cm | Opuesta  | Dinamo Kazan            |
| 13  | Evgeniya Startseva       | 12/02/1989 (36 años) | 1.85 m | 68 kg | 2.94 cm | 2.90 cm | Armadora | Dinamo Kazan            |
| 14  | Irina Fetisova           | 07/09/1994 (30 años) | 1.90 m | 76 kg | 3.07 cm | 2.86 cm | Central  | Zarechie Odintsovo      |
| 15  | Tatiana Kosheleva        | 23/12/1988 (36 años) | 1.91 m | 67 kg | 3.15 cm | 3.05 cm | Punta    | Dinamo Krasnodar        |
| 16  | Yuliya Podskalnaya       | 18/04/1989 (35 años) | 1.90 m | 75 kg | 3.06 cm | 2.95 cm | Central  | Dinamo Krasnodar        |
| 17  | Natalia Malykh           | 08/12/1993 (31 años) | 1.87 m | 65 kg | 3.08 cm | 2.97 cm | Opuesta  | Zarechie Odintsovo      |
| 19  | Anna Malova              | 16/04/1990 (34 años) | 1.75 m | 59 kg | 2.86 cm | 2.90 cm | Libero   | Dinamo Moscú            |
| 22  | Regina Moroz             | 14/01/1987 (38 años) | 1.88 m | 70 kg | 3.10 cm | 3.03 cm | Central  | Dinamo Moscú            |

## Escuadras
- Juegos Olímpicos 1988 —  Medalla de Oro

- Valentina Ogienko, Yelena Volkova, Marina Kumysh, Irina Smirnova, Tatyana Sidorenko, Irina Parkhomchuk, Tatyana Kraynova, Olga Shkurnova, Marina Nikoulina, Elena Chebukina, Olga Krivosheyeva y Svetlana Korytova. Entrenador: Nikolay Karpol.

- Campeonato Mundial 1990 —  Medalla de Oro

- Valentina Ogienko, Marina Nikoulina, Elena Tiourina, Irina Smirnova Tatyana Sidorenko, Irina Parkhomchuk, Svetlana Vasiievskaya, Elena Chebukina, Irina Gorbatiuk, Svetlana Korytova, Yuliya Bubnova y Olga Tolmachova. Entrenador: Nikolay Karpol.

- Campeonato Europeo 1991 —  Medalla de Oro

- Evgenya Artamonova, Elena Tiourina, Galina Lebedeva, Natalya Morozova, Marina Nikulina, Valentina Ogienko, Irina Parkhomchuk, Tatyana Sidorenko, Irina Smirnova, Elena Chebukina, Yulia Timonova, Svetlana Vasiievskaya y Elena Vorobieva. Entrenador: Nikolay Karpol.

- Copa Mundial 1991 —  Medalla de Bronce

- Valentina Ogienko, Marina Nikulina, Irina Smirnova, Tatyana Sidorenko, Elena Chebukina, Svetlana Korytova, Elena Tiourina, Svetlana Vasiievskaya, Evgenya Artamonova, Galina Lebedeva, Natalya Morozova y Yulia Timonova. Entrenador: Nikolay Karpol.

- Juegos Olímpicos 1992 —  Medalla de Plata

- Valentina Ogienko, Natalya Morozova, Marina Nikulina, Elena Tiourina, Irina Smirnova, Tatyana Sidorenko, Tatiana Menchova, Evgenya Artamonova, Galina Lebedeva, Svetlana Vasiievskaya, Elena Chebukina y Svetlana Korytova. Entrenador: Nikolay Karpol.

- Campeonato Europeo 1993 —  Medalla de Oro

- Evgenya Artamonova, Elena Tiourina, Tatyana Gracheva, Maria Likhtenstein, Tatiana Menchova, Natalya Morozova, Marina Nikulina, Valentina Ogienko, Irina Smirnova, Elena Chebukina, Yulia Timonova y Elizaveta Tishchenko. Entrenador: Nikolay Karpol.

- Juegos Olímpicos 1996 — 4° Puesto

- Evgenya Artamonova, Elena Tiourina, Elena Godina, Tatyana Gracheva, Irina Smirnova, Tatiana Menchova, Natalya Morozova, Marina Nikulina, Valentina Ogienko, Lioubov Sokolova, Elizaveta Tishchenko y Yulia Timonova. Entrenador: Nikolay Karpol.

- Campeonato Europeo 1997 —  Medalla de Oro

- Evgenya Artamonova, Elena Tiourina, Anastasia Belikova, Elena Godina, Tatyana Gracheva, Tatiana Menchova, Natalya Morozova, Natalia Safronova, Olga Khrzhanovskaya, Irina Tebenikhina, Elizaveta Tishchenko y Elena Vassilevskaya. Entrenador: Nikolay Karpol.

- Gran Copa de Campeones 1997 —  Medalla de Oro

- Elena Vassilevskaya, Natalya Morozova, Elena Tiourina, Elena Godina, Evgenya Artamonova, Olga Chukanova, Tatyana Gracheva, Elizaveta Tishchenko, Anastasia Belikova, Natalia Safronova, Anna Artamonova y Irina Tebenikhina. Entrenador: Nikolay Karpol.

- Campeonato Mundial 1998 —  Medalla de Bronce

- Irina Tebenikhina, Natalya Morozova, Anastasia Belikova, Elena Plotnikova Lioubov Sokolova, Elena Godina, Natalia Safronova, Evgenya Artamonova, Elizaveta Tishchenko, Elena Vassilevskaya, Olga Chukanova y Valentina Ogienko. Entrenador: Nikolay Karpol.

- Campeonato Europeo 1999 —  Medalla de Oro

- Evgenya Artamonova, Anastasia Belikova, Lioubov Sokolova, Ekaterina Gamova, Elena Godina, Natalya Morozova, Elena Plotnikova, Natalia Safronova, Elena Sennikova, Irina Tebenikhina, Elizaveta Tishchenko y Elena Vassilevskaya. Entrenador: Nikolay Karpol.

- Copa Mundial 1999 —  Medalla de Plata

- Irina Tebenikhina, Natalya Morozova, Anastasia Belikova, Lioubov Sokolova, Elena Godina, Natalia Safronova, Evgenya Artamonova, Elizaveta Tishchenko, Elena Vassilevskaya, Inessa Sargsyan, Ekaterina Gamova y Elena Sennikova. Entrenador: Nikolay Karpol.

- Juegos Olímpicos 2000 —  Medalla de Plata

- Olga Potachova, Natalya Morozova, Anastasia Belikova, Elena Tiourina, Lioubov Sokolova, Elena Godina, Evgenya Artamonova, Elizaveta Tishchenko, Elena Vassilevskaya, Ekaterina Gamova, Tatyana Gracheva y Inessa Sargsyan. Entrenador: Nikolay Karpol.

- Grand Prix 2001 —  Medalla de Bronce

- Olga Potachova, Natalya Morozova, Elena Tiourina, Lioubov Sokolova, Elena Godina, Evgenya Artamonova, Elizaveta Tishchenko, Elena Vassilevskaya, Ekaterina Gamova, Tatyana Gracheva, Inessa Sargsyan y Elena Plotnikova. Entrenador: Nikolay Karpol.

- Campeonato Europeo 2001 —  Medalla de Oro

- Evgenya Artamonova, Lioubov Sokolova, Ekaterina Gamova, Elena Godina, Tatyana Gracheva, Natalya Morozova, Elena Plotnikova, Olga Potachova, Inessa Sargsyan, Elizaveta Tishchenko, Elena Tyurina y Elena Vassilevskaya. Entrenador: Nikolay Karpol.

- Gran Copa de Campeones 2001 —  Medalla de Plata

- Natalya Morozova, Anastasia Belikova, Elena Tiourina, Elena Godina, Natalia Safronova, Evgenya Artamonova, Elizaveta Tishchenko, Ekaterina Gamova, Tatyana Gracheva, Elena Plotnikova, Anjela Gourieva y Olga Chukanova. Entrenador: Nikolay Karpol.

- Grand Prix 2002 —  Medalla de Oro

- Natalya Morozova, Anastasia Belikova, Aleksandra Korukovets, Elena Godina, Natalia Safronova, Evgenya Artamonova, Elizaveta Tishchenko, Ekaterina Gamova, Tatyana Gracheva, Elena Plotnikova, Anjela Gourieva y Olga Chukanova. Entrenador: Nikolay Karpol.

- Campeonato Mundial 2002 —  Medalla de Bronce

- Tatiana Gorchkova, Anastasia Belikova, Elena Tiourina, Elena Godina Natalia Safronova, Evgenya Artamonova, Elizaveta Tishchenko, Ekaterina Gamova, Tatyana Gracheva, Elena Plotnikova, Anjela Gourieva y Olga Chukanova. Entrenador: Nikolay Karpol.

- Grand Prix 2003 —  Medalla de Plata

- Tatiana Gorchkova, Irina Tebenikhina, Anastasia Belikova, Olga Fateeva, Natalia Safronova, Evgenya Artamonova, Elizaveta Tishchenko, Olga Chukanova, Ekaterina Gamova, Marina Sheshenina, Elena Plotnikova y Elena Sennikova. Entrenador: Nikolay Karpol.

- Campeonato Europeo 2003 — 5° Puesto

- Marina Babeshina, Elizaveta Tishchenko, Olga Chukanova, Ekaterina Gamova, Tatiana Gorchkova, Anastasia Belikova, Natalia Safronova, Elena Sennikova, Irina Tebenikhina, Elena Tiourina y Elena Zarubina. Entrenador: Nikolay Karpol.

- Grand Prix 2004 — 7° Puesto

- Tatiana Gorchkova, Anastasia Belikova, Olga Fadeeva, Anna Beskova, Natalia Safronova, Natalia Vdovina, Olga Chukanova, Ekaterina Gamova, Aleksandra Korukovets, Olga Sazhina, Svetlana Akulova y Elena Sennikova. Entrenador: Nikolay Karpol.

- Juegos Olímpicos 2004 —  Medalla de Plata

- Irina Tebenikhina, Elena Tiourina, Lioubov Sokolova, Natalia Safronova, Evgenya Artamonova, Elizaveta Tishchenko, Olga Chukanova, Ekaterina Gamova, Marina Sheshenina, Aleksandra Korukovets, Elena Plotnikova y Olga Nikolaeva. Entrenador: Nikolay Karpol.

- Campeonato Europeo 2005 —  Medalla de Bronce

- Maria Borodakova, Olga Sazhina, Elena Godina, Natalia Safronova, Natalya Kurnosova, Natalya Alimova, Ekaterina Ulanova, Ekaterina Gamova, Marina Sheshenina, Maria Zhadan, Olga Fateeva y Yulia Merkulova. Entrenador: Giovanni Caprara.

- Grand Prix 2006 —  Medalla de Plata

- Maria Borodakova, Olga Zhitova, Maria Bruntseva, Lioubov Sokolova, Elena Godina, Natalia Safronova, Svetlana Kryuchkova, Ekaterina Gamova, Marina Sheshenina, Yulia Merkulova, Natalia Kulikova y Marina Akulova. Entrenador: Giovanni Caprara.

- Campeonato Mundial 2006 —  Medalla de Oro

- Maria Borodakova, Olga Zhitova, Maria Bruntseva, Lioubov Sokolova Elena Godina, Natalia Safronova, Svetlana Kryuchkova, Ekaterina Gamova, Marina Sheshenina, Yulia Merkulova, Natalia Kulikova y Marina Akulova. Entrenador: Giovanni Caprara.

- Grand Prix 2007 — 4° lugar

- Iuliia Morozova, Natalya Alimova, Olga Fateeva, Lioubov Sokolova, Elena Godina, Natalia Safronova, Svetlana Kryuchkova, Ekaterina Gamova, Svetlana Akulova, Tatiana Kosheleva, Yulia Merkulova y Marina Akulova. Entrenador: Giovanni Caprara.

- Campeonato Europeo 2007 —  Medalla de Bronce

- Iuliia Morozova, Natalya Alimova, Olga Fateeva, Lioubov Sokolova, Elena Godina, Natalia Safronova, Ekaterina Gamova, Svetlana Akulova, Ekaterina Ulanova, Tatiana Kosheleva, Yulia Merkulova y Marina Akulova. Entrenador: Giovanni Caprara.

- Juegos Olímpicos 2008 — 5° lugar

- Maria Borodakova, Natalya Alimova, Olga Fateeva, Lioubov Sokolova, Elena Godina, Evgenya Artamonova, Ekaterina Gamova, Marina Sheshenina, Ekaterina Ulanova, Aleksandra Pasynkova, Yulia Merkulova y Marina Akulova. Entrenador: Giovanni Caprara.

- Grand Prix 2009 —  Medalla de Plata

- Maria Borodakova, Anna Makarova, Maria Zhadan, Elena Konstantinova, Ksenia Bondar, Natalia Safronova, Olga Fateeva, Iuliia Morozova, Ekaterina Gamova, Marina Sheshenina, Evgeniya Startseva, Ekaterina Ulanova, Tatiana Kosheleva y Ekaterina Starodubova. Entrenador: Vladimir Kuzyutkin.

- Campeonato Europeo 2009 — 6° Puesto

- Maria Borodakova, Anna Makarova, Maria Zhadan, Elena Konstantinova, Natalia Safronova, Yulia Merkulova, Olga Fateeva, Iuliia Morozova, Ekaterina Gamova, Marina Sheshenina, Ekaterina Ulanova y Tatiana Kosheleva. Entrenador: Vladimir Kuzyutkin.

- Campeonato Mundial 2010 —  Medalla de Oro

- Maria Borodakova, Lesya Makhno, Maria Perepelkina, Elena Konstantinova, Lioubov Sokolova, Svetlana Kryuchkova, Nataliya Goncharova, Olga Fateeva, Ekaterina Gamova, Vera Ulyakina, Evgeniya Startseva, Ekaterina Ulanova, Tatiana Kosheleva y Yulia Merkulova. Entrenador: Vladimir Kuzyutkin.

- Grand Prix 2011 — 4° Puesto

- Maria Borodakova, Lesya Makhno, Maria Perepelkina, Victoria Kuzyakina, Olga Bukreeva, Nataliya Goncharova, Olga Fateeva, Iuliia Morozova, Ekaterina Gamova, Vera Ulyakina, Evgeniya Startseva, Ekaterina Ulanova, Yulia Merkulova y Anna Matienko. Entrenador: Vladimir Kuzyutkin.

- Campeonato Europeo 2011 — 6° Puesto

- Maria Borodakova, Lesya Makhno, Maria Perepelkina, Nataliya Goncharova, Olga Fateeva, Iuliia Morozova, Ekaterina Gamova, Vera Vetrova, Evgeniya Startseva, Ekaterina Ulanova, Yulia Merkulova y Victoria Kuzyakina. Entrenador: Vladimir Kuzyutkin.

- Juegos Olímpicos 2012 — 5° lugar

- Maria Borodakova, Maria Perepelkina, Evgenya Artamonova, Lioubov Sokolova, Anna Matienko, Svetlana Kryuchkova, Nataliya Goncharova, Ekaterina Gamova, Evgeniya Startseva, Ekaterina Ulanova, Tatiana Kosheleva y Yulia Merkulova. Entrenador: Sergei Ovchinnikov.

- Grand Prix 2013 — 7° Puesto

- Maria Borodakova, Daria Isaeva, Irina Zaryazhko, Aleksandra Pasynkova, Anna Matienko, Svetlana Kryuchkova, Nataliya Goncharova, Ekaterina Kosianenko, Victoria Chaplina, Natalia Dianskaya, Tatiana Kosheleva, Natalia Malykh, Anna Malova y Anastasia Shlyakhovaya. Entrenador: Yuri Marichev.

- Campeonato Europeo 2013 —  Medalla de Oro

- Daria Isaeva, Aleksandra Pasynkova, Svetlana Kryuchkova, Nataliya Goncharova, Ekaterina Kosianenko, Victoria Chaplina, Natalia Dianskaya, Tatiana Kosheleva, Iuliia Morozova, Natalia Malykh, Anna Malova y Anastasia Shlyakhovaya. Entrenador: Yuri Marichev.

- Gran Copa de Campeones 2013 — 4° Puesto

- Daria Isaeva, Lioubov Sokolova, Svetlana Kryuchkova, Ekaterina Kosianenko, Victoria Chaplina, Aleksandra Pasynkova, Evgeniya Startseva, Natalia Dianskaya, Iuliia Morozova, Natalia Malykh, Anna Malova y Anastasia Shlyakhovaya. Entrenador: Yuri Marichev.

- Grand Prix 2014 —  Medalla de Bronce

- Yana Shcherban, Anastasia Bavykina, Irina Zaryazhko, Aleksandra Pasynkova, Svetlana Kryuchkova, Nataliya Goncharova, Ekaterina Kosianenko, Evgeniya Startseva, Irina Fetisova, Tatiana Kosheleva, Yuliya Podskalnaya, Natalia Malykh y Anna Malova. Entrenador: Yuri Marichev.

- Campeonato Mundial 2014 — 5° lugar

- Yana Shcherban, Irina Zaryazhko, Aleksandra Pasynkova, Svetlana Kryuchkova, Nataliya Goncharova, Ekaterina Kosianenko, Ekaterina Gamova, Evgeniya Startseva, Irina Fetisova, Tatiana Kosheleva, Yuliya Podskalnaya, Natalia Malykh, Anna Malova y Regina Moroz. Entrenador: Yuri Marichev.

## Divisiones inferiores deRusia

### Selección sub-23
| Competición               |   |   |   | Total |
| ------------------------- | - | - | - | ----- |
| Campeonato Mundial Sub-23 | 0 | 0 | 0 | 0     |
| Total                     | 0 | 0 | 0 | 0     |

### Selección Sub-20
| Competición               |    |   |   | Total |
| ------------------------- | -- | - | - | ----- |
| Campeonato Mundial Sub-20 | 3  | 0 | 1 | 4     |
| Campeonato Europeo Sub-20 | 14 | 3 | 1 | 18    |
| Juegos de la Juventud     | 0  | 0 | 0 | 0     |
| Total                     | 17 | 3 | 2 | 22    |

### Selección Sub-18
| Competición               |   |   |   | Total |
| ------------------------- | - | - | - | ----- |
| Campeonato Mundial Sub-18 | 2 | 3 | 3 | 8     |
| Campeonato Europeo Sub-18 | 2 | 2 | 1 | 5     |
| Total                     | 4 | 5 | 4 | 13    |